# 공화국민주연합

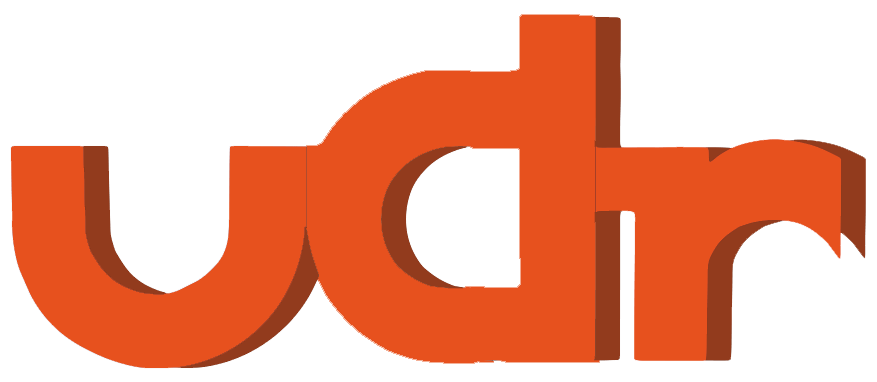

공화국민주연합(프랑스어: Union des démocrates pour la République, 약칭 UDR)은 1967년부터 1976년까지 존속했던 프랑스의 드골주의 정당이다.

## 역사
1967년 기존 드골주의 정당인 신공화국연합에 일부 기독교 민주주의 정치인들이 가담한다. 이에 따른 드골주의 정당의 확대 개편 필요성이 제기되자 '제5공화국민주연합'이 결성된다. 이후 공화국방위연합(Union pour la défense de la République)이라는 이름을 거쳐 공화국민주연합으로 최종 당명이 결정된다.